# Steuerrecht (Bulgarien)
Das Steuerrecht in der Republik Bulgarien umfasst die Regeln für den Aufbau und das Funktionieren des Steuersystems.
Das bulgarische Steuersystem belegt sowohl juristische als auch natürliche Personen mit drei Hauptgruppen von Steuern: direkte Steuern (wie z. B. Körperschaftsteuer, Einkommensteuer), indirekte Steuern (Umsatzsteuer) und Gemeindesteuer und Gebühren (wie z. B. die Erbschaftsteuer).
Die Einkommensbehörde ist die Hauptinstitution in Bulgarien, die für das Steuereinziehen verantwortlich ist.
In Bulgarien wird das materielle Steuerrecht durch die Gesetze der verschiedenen Steuerarten und das prozessuale durch die Steuer- und Versicherungsprozessordnung (bulgarisch Данъчно-осигурителен процесуален кодекс) geregelt.

## Umsatzsteuer
Die Erhebung von Umsatzsteuer nach dem bulgarischen Steuerrecht ist durch das Umsatzsteuergesetz (UStG) (bulgarisch Закон за данък върху добавената стойност), seine Durchführungsverordnung und die Richtlinie 2006/112/EG des Rates vom 28. November 2006 über das gemeinsame Mehrwertsteuersystem geregelt.
Dieser indirekten Steuer unterliegen sämtliche Lieferungen von Gegenständen oder Dienstleistungen gegen Entgelt, der innergemeinschaftliche entgeltliche Erwerb von Gegenständen durch einen Steuerpflichtigen mit Erfüllungsort in Bulgarien sowie die Einfuhr von Gegenständen. Das Modell der USt nach bulgarischem Recht folgt dem gemeinschaftlichen Umsatzsteuersystem der EU, wonach die persönlichen Kosten anhand der Kreditmethode (Rechnungsmethode) besteuert werden. Bei dieser Methode wird auf jeder Stufe von der Erzeugung eines Gegenstands oder Dienstleistung bis zur Vermarktung für den Konsum der Gesamtwert der Lieferung belastet, indem durch das Verfahren der Vorsteuer im Endpreis des Gegenstands oder der Dienstleistung nur einmal die USt im jeweils gültigen Steuersatz enthalten ist.
Als steuerpflichtig gilt jede Person, die eine selbständige wirtschaftliche Tätigkeit im Sinne des Art. 3 Abs. 2 UStG ausübt, unabhängig von ihrem Zweck und Ergebnis, sowie jede Person, die gelegentlich eine innergemeinschaftliche Lieferung eines neuen Fahrzeugs tätigt.

### Anmeldung
Um an die Besteuerungsverfahren nach dem UStG teilzunehmen, muss der Steuerpflichtige für die Umsatzsteuerzwecke angemeldet sein. Die Anmeldung ist ein Teil der allgemeinen Steueranmeldung nach der Steuer- und Versicherungsprozessordnung. Bis zur Anmeldung kann der Steuerpflichtige von den Rechten und Pflichten des UStG keinen Gebrauch machen.
Die Anmeldung nach dem UStG kann obligatorisch, optional und auf Initiative der Einkommensbehörde, indem das Gesetz einige Hypothesen der spezifischen Anmeldung und Abmeldung festlegt, stattfinden.
Umsatzsteuergegenstand:
1. Jede steuerpflichtige Lieferung von Gegenständen oder Dienstleistungen:
2. Innergemeinschaftlicher Erwerb: Verschaffung der Verfügungsmacht an einem Gegenstand sowie tatsächliche Lieferung des Gegenstands, der von einem Mitgliedstaat bis zum Gebiet des Landes entsendet oder befördert wird, indem der Lieferer ein Steuerpflichtiger ist, der für die Umsatzsteuerzwecke in einem anderen Mitgliedstaat erfasst ist.
3. Einfuhr von Gegenständen: Einbringung nicht innergemeinschaftlicher Gegenstände – die Einfuhr von Gegenständen sowie die Überführung in den freien Verkehr nach einem Verfahren der passiven Veredelung.

### Steuersatz und Steuerbetrag
Der übliche Steuersatz von 20 %, wird für steuerbare Lieferungen, ausgenommen der ausdrücklich als zum Nullsteuersatz zu besteuernden; dem Import von Gegenständen im Land und den steuerbaren innergemeinschaftlichen Erwerbe erhoben.
Der Steuersatz für Unterbringungen in Hotels und ähnlichen Einrichtungen, einschließlich Ferienangeboten und Vermietung von Camping- oder Wohnwagenplätze, beträgt 9 v. H.
Der Steuerbetrag wird anhand der Multiplikation der Steuerbemessungsgrundlage mit dem Steuersatz berechnet (Art. 67 UStG).

### Umsatzsteuererklärung
Die umsatzsteuerrechtlich registrierte Person erstellt für jeden Steuerzeitraum eine Umsatzsteuererklärung, die aufgrund der Angaben aus dem Wareneingangs- und Warenausgangsbuch aufgestellt wird.
Diese Anforderung betrifft die Anmeldung von erbrachten elektronischen Dienstleistungen von nicht innergemeinschaftlich ansässigen Personen. Die umsatzsteuerrechtlich registrierte Person, die innerhalb des Steuerzeitraums innergemeinschaftliche Lieferungen, Vermittlungsleistungen oder Lieferungen von Dienstleistungen nach Art. 21 Abs. 2 mit Erfüllungsort in einem anderen Mitgliedstaat erbracht hat, reicht mit der Mehrwertsteuererklärung auch eine MIAS-Erklärung für diese Leistungen für den entsprechenden Steuerzeitraum ein (Art. 125 Abs. 1 und 2 UStG).
Neben der Umsatzsteuererklärung reicht der Steuerpflichtige auch das Wareneingangs- und Warenausgangsbuch ein. Die Mehrwertsteuererklärung wird auch in den Fällen eingereicht, wenn der Steuerpflichtige innerhalb dieses Steuerzeitraums keine Lieferungen oder Erwerbe geleistet oder erhalten oder Einfuhr getätigt hat. Die Erklärungen und Register sind bis zum 14. Tag des Monats einschließlich, der dem Steuerzeitraum folgt, für den sie sich beziehen, einzureichen.

## Körperschaftsteuer
Gemäß dem Gesetz zur Körperschaftsteuer (bulgarisch Закон за корпоративното подоходно облагане) ist der Gewinn aller inländischen und ausländischen juristischen Personen, deren Tätigkeitsschwerpunkt sich in Bulgarien befindet, steuerpflichtig. Die Steuerpflichtigen sind im Art. 2 des Gesetzes aufgezählt – dazu gehören alle inländischen und ausländischen juristischen Personen, deren Tätigkeitsschwerpunkt sich in Bulgarien befindet oder die ihr Einkommen aus einer Quelle in Bulgarien beziehen. Des Weiteren unterliegen der Besteuerung auch die ausländischen organisatorisch und wirtschaftlich eigenständigen Subjekte, die selbständig eine Geschäftstätigkeit ausüben oder Investitionen kontrollieren, wenn der Inhaber des Einkommens nicht festgestellt werden kann.
Die Körperschaftssteuer in Bulgarien beträgt 10 %. Es handelt sich um einen einheitlichen Steuersatz („Flat Tax“).
Es besteht ein Unterschied in der Besteuerungsweise der inländischen und ausländischen Personen. Die inländischen juristischen Personen sind bezüglich aller im In- und Ausland erhaltenen Gewinne und Einkommen steuerpflichtig, während die ausländischen nur bezüglich ihrer Geschäftstätigkeit in Bulgarien und die daraus entstandenen Gewinne und Einkommen der Besteuerung unterliegen. Der steuerpflichtige Jahresgewinn ist bis zum 31. März des nächsten Jahres anzumelden.
Die Körperschaftssteuer in Bulgarien ist jährlich zu leisten. Das Gesetz schreibt dabei monatliche oder quartalsmäßige Vorauszahlungen vor. Eine Ausnahme dieser Steuervorauszahlungspflicht trifft in folgenden Fällen zu:
1. Steuerpflichtige, deren Nettoumsatzerlöse im Vorjahr 300.000 BGN nicht übersteigen;
2. neu gegründete Steuerpflichtige im Gründungsjahr, ausgenommen der Neugründungen durch Umwandlung im Sinne des Handelsgesetzes.

Trotzdem können diese Personen quartalsmäßige Zahlungen ohne Verzinsung leisten, sollte es sich erweisen, dass angesichts eines erwirtschafteten Gewinns die Zahlungsbeträge hätten höher ausfallen sollen.

### Körperschaftsteuererklärung
Die Körperschaftsteuer ist bis zum 31. März des seiner Entstehung folgenden Jahres zu erklären. Die Steuererklärung ist an die für die Registrierung des Steuerpflichtigen zuständige Bezirksdirektion der Nationalen Einnahmenagentur einzureichen. Die Steuerpflichtigen reichen eine Steuererklärung nach Vorlage ein.
Zur Förderung der Online-Abgabe von Unterlagen, hat der Gesetzgeber entsprechende Vergünstigungen vorgesehen. Reicht der Steuerpflichtige seine jährliche Steuererklärung und Lagebericht bis zum 31. März des darauffolgenden Jahres online ein und zahlt er die Körperschaftsteuer binnen derselben Frist, wird ihm eine Vergünstigung von 1. v. H. von der zu leistenden Körperschaftsteuer, jedoch bis zur Höhe von 1000 Leva, gewährt (Art. 92 Abs. 5 KStG).